# Islas Vírgenes Neerlandesas
Islas Vírgenes Neerlandesas es el nombre colectivo de los enclaves que la Compañía neerlandesa de las Indias occidentales tenía en las Islas Vírgenes. El área fue gobernada por un director, cuya sede no fue permanente. La principal razón para iniciar una colonia aquí era que estaba estratégicamente entre las colonias holandesas en el sur (Antillas Neerlandesas, Surinam) y los Nuevos Países Bajos. La compañía se vio afectada principalmente por la competencia de Dinamarca, Inglaterra y España. En 1680 las islas restantes pasaron a formar parte del Reino Unido.

## Islas

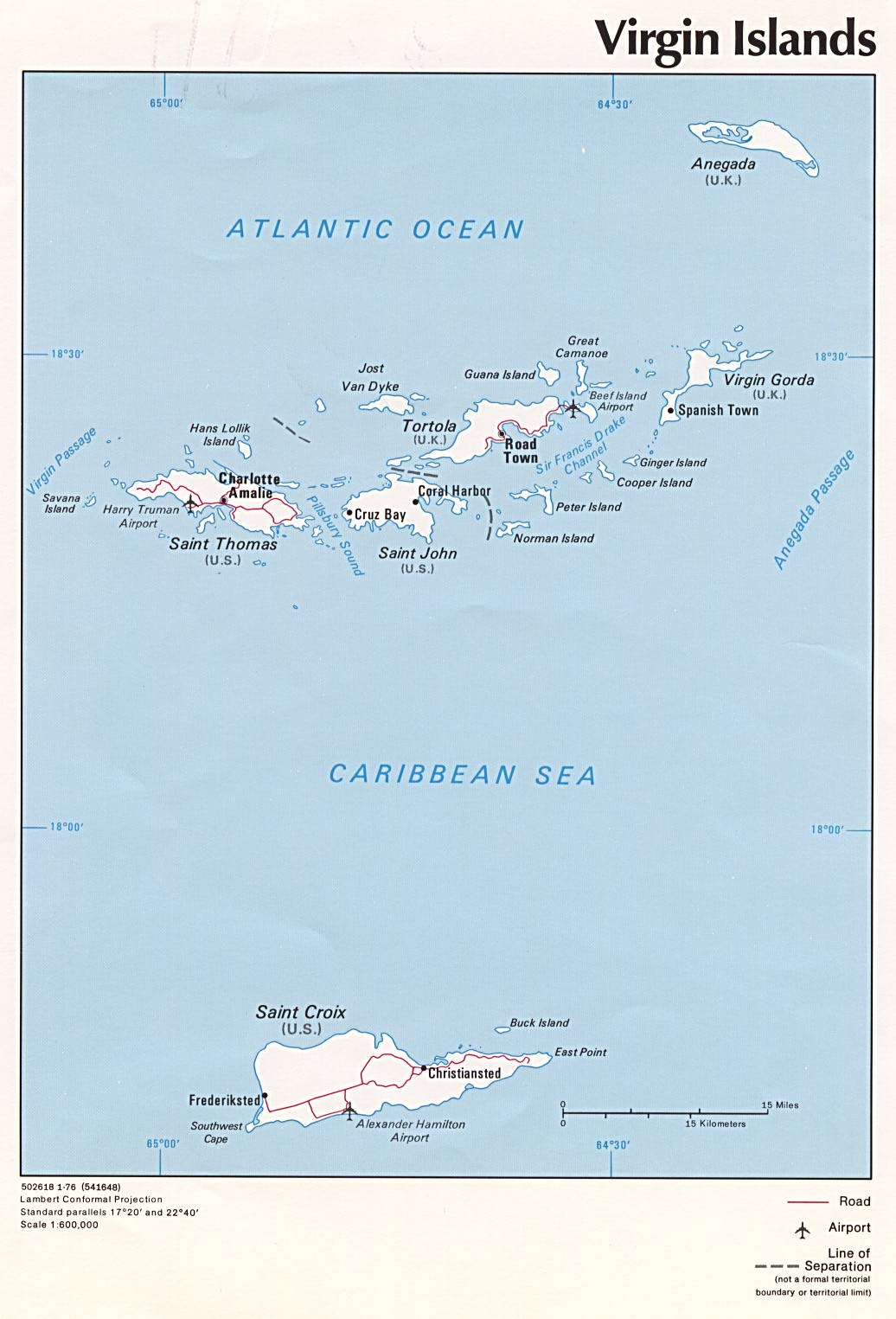
Conjunto de las Islas Vírgenes.

- Santa Cruz: Se trata de una isla fortificada por primera vez en 1625, que fue el mismo año en que Gran Bretaña quería establecerse allí. Durante este período, los holandeses ocuparon la parte este de la isla, y los británicos el oeste. En 1650, la fortaleza fue abandonada después de un conflicto con los ingleses. Los colonos holandeses se establecieron en San Eustaquio. Los británicos perdieron la isla en ese año a manos de España, siendo ocupada al año siguiente por franceses que la cedieron a la Orden de Malta.[1]
- Tórtola: En 1648 se estableció un puesto con éxito en la isla. En 1665 un pequeño grupo de colonos holandeses y esclavos africanos fueron transportados a la isla, para cultivar caña. Inglaterra conquistó la isla en el año 1672.
- Anegada: Aquí había un puesto hasta 1680, Después de eso, esta isla se convirtió en una posesión británica.
- Santo Tomás: La isla fue colonizada desde 1657, y fue conquistada por Dinamarca en el año 1666.
- Virgen Gorda: Un puesto se estableció aquí en 1628. En 1680 fue adquirido por los británicos.